# Linguine
Pour les articles homonymes, voir Langue (homonymie).
La linguina (linguine, au pluriel, « petites langues » en italien) ou lingue di passero en Italie (« langues de moineau » en italien) est une pâte alimentaire traditionnelle de la cuisine italienne, variante des spaghettis, originaire de la cuisine ligure de la région de Ligurie en Italie.

## Origine
Ces pâtes très courantes en Italie et dans le monde entier sont originaires depuis une date inconnue de la région de Ligurie (dont le chef-lieu est Gênes). Leur nom peut se traduire en français par « petites langues » probablement à cause de leur forme.

## Aspect
Les linguine font partie de la famille des pâtes longues (variante des spaghetti, bavette et trenette) avec une section aplatie en forme d'ellipse, et des dimensions traditionnelles de 26 cm de longueur, 3 mm de largeur, pour 2 mm d'épaisseur.

Quelques recettes de linguine
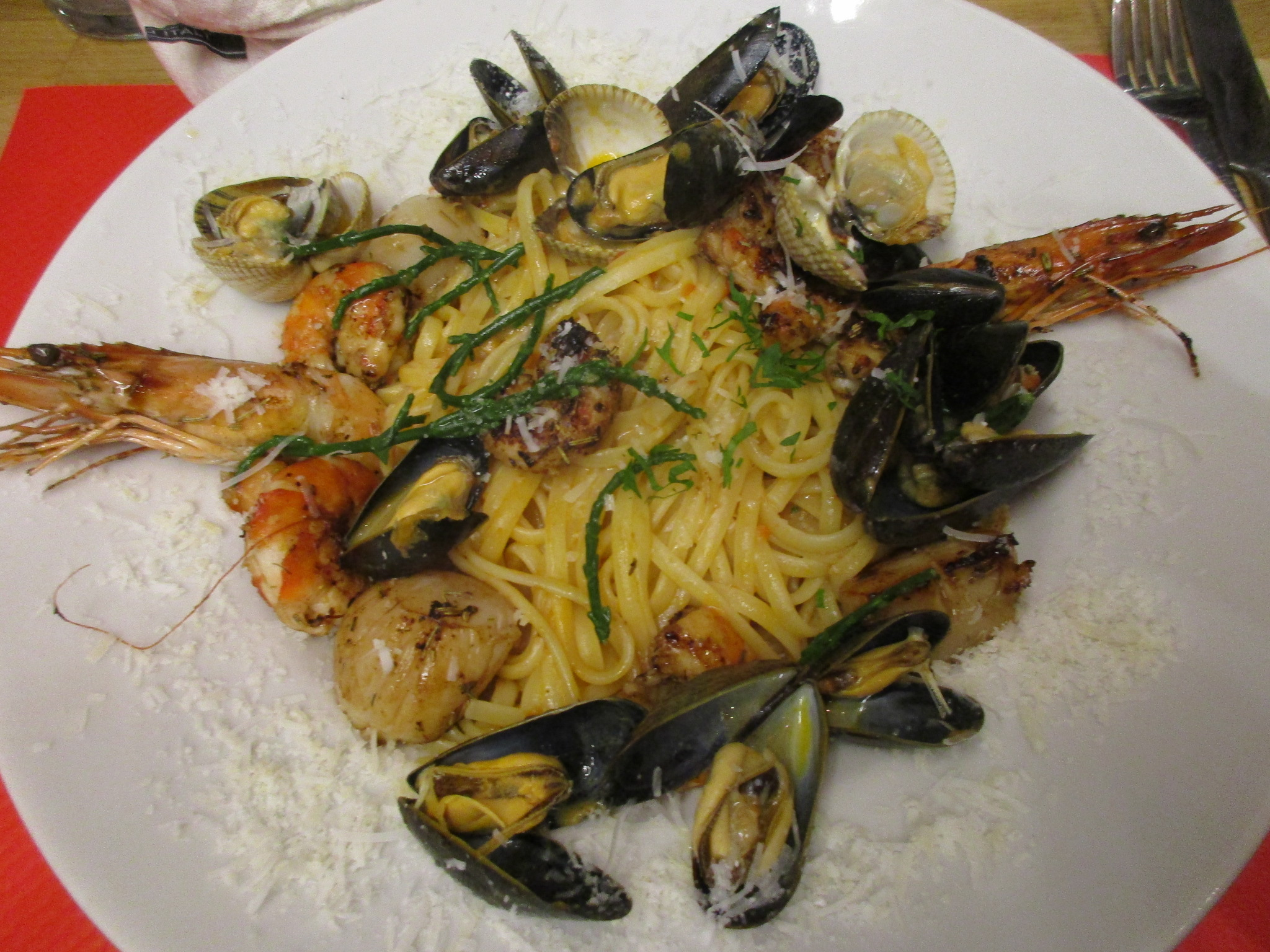
Linguine aux fruits de mer.
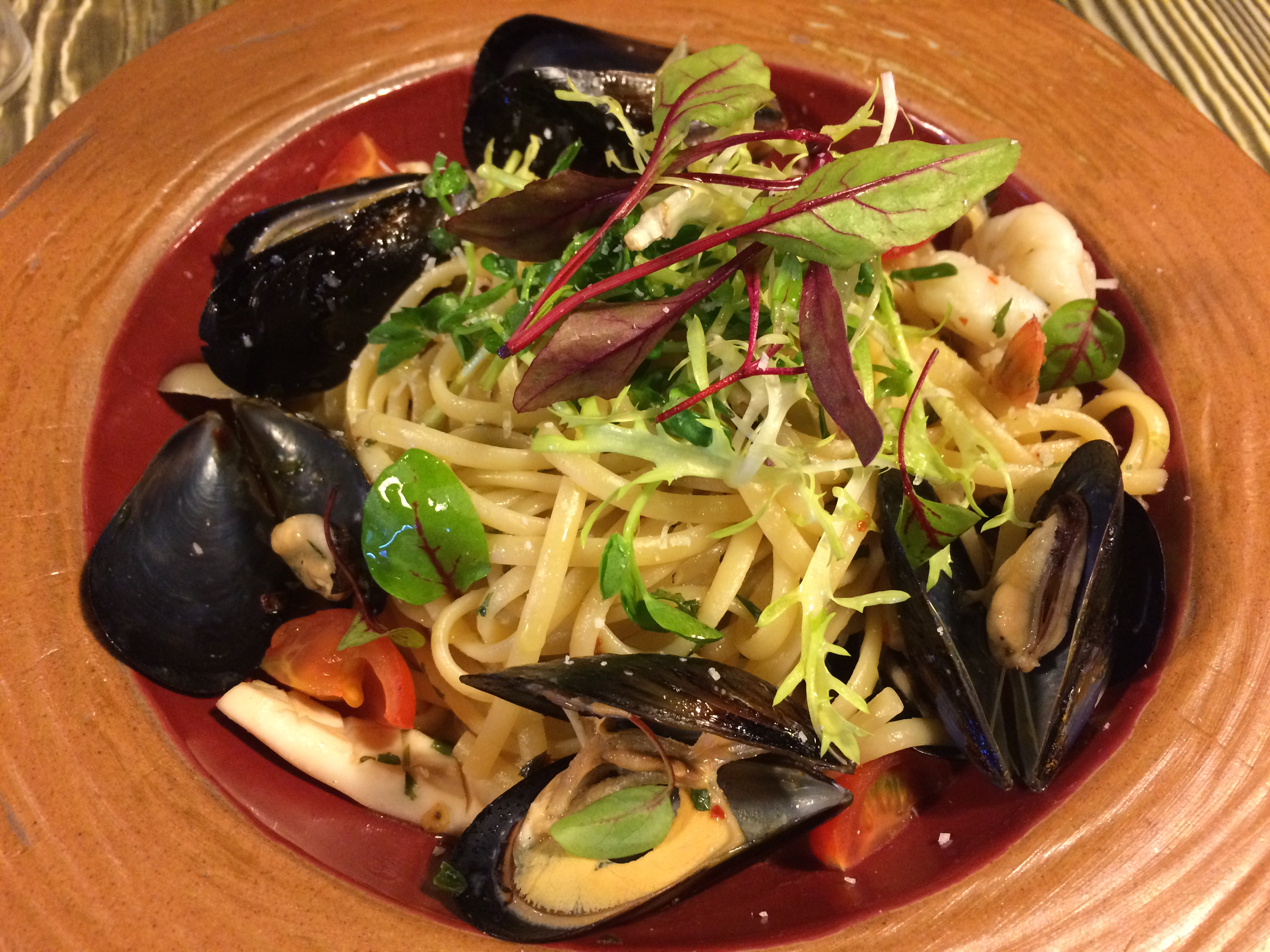
Linguine aux moules.
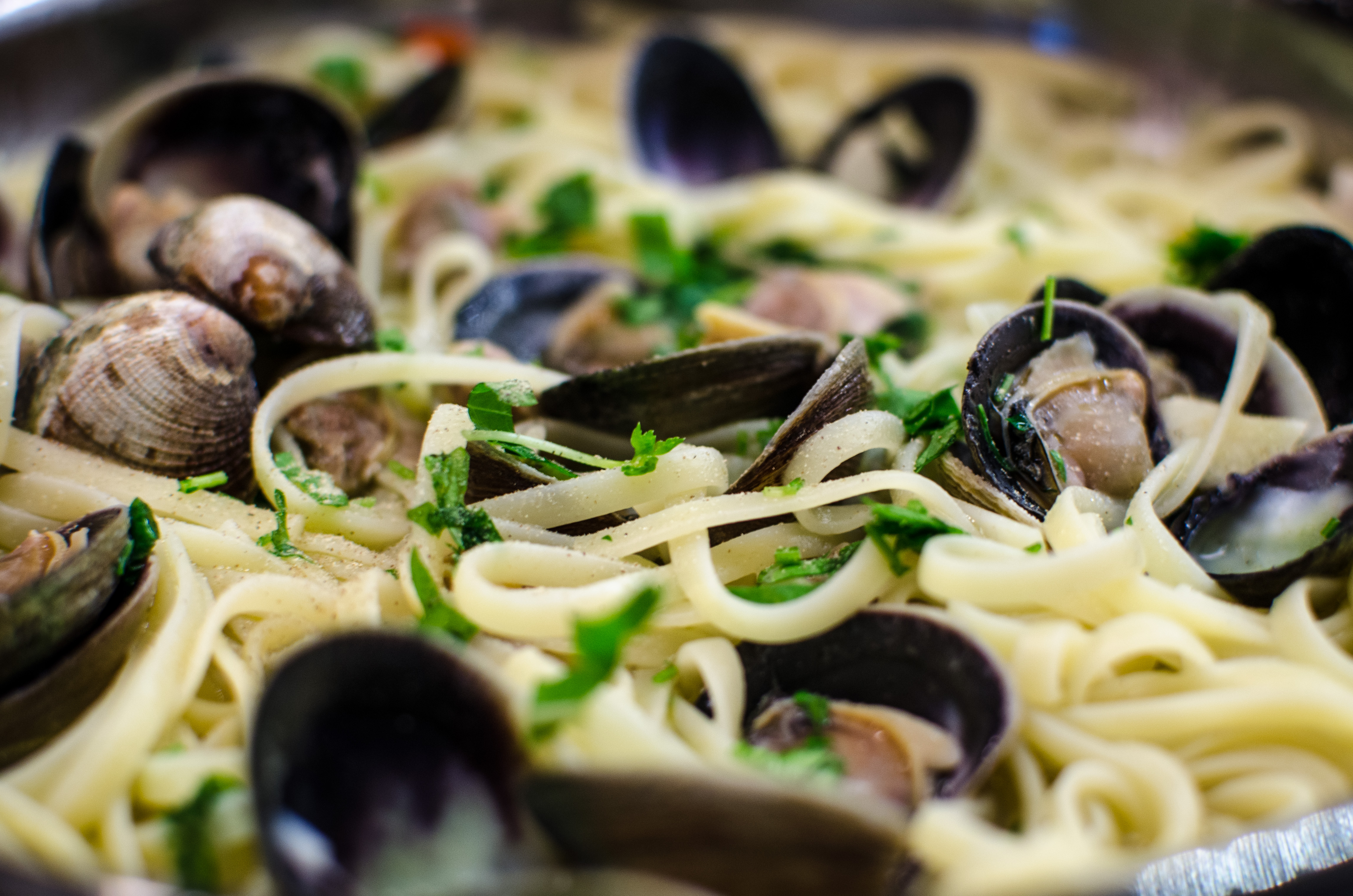
Linguine aux palourdes.

Ces pâtes sont de forme très proche des bavette et des trenette, ces dernières étant cependant un peu plus volumineuses et de section rectangulaire. Leur forme s'associe généralement aux sauces et condiments à base de fruits de mer, de poissons, de crustacés ou de pesto.